# Lütfi Arıboğan
Lüfti Arıboğan (Ankara, 30 settembre 1961) è un ex cestista turco.

## Carriera
Con la Turchia ha disputato due edizioni dei Campionati europei (1993, 1995).

## Palmarès
- Campionato turco: 1

Galatasaray: 1989-90